# Bismarckturm (Freiburg im Breisgau)
Der Bismarckturm in Freiburg im Breisgau gehört zu einer Reihe von Türmen, die zu Ehren des ersten deutschen Reichskanzlers Otto Fürst von Bismarck nach dessen Tod errichtet wurden. Er befindet sich auf dem Schlossberg, vor dem sogenannten St.-Peter-Felsen. Er hat eine Höhe von 12,6 Metern und einen quadratischen Grundriss (5,8 m × 5,8 m). Da die Turmspitze nur über eine Eisenleiter zugänglich ist, kann sie nicht als Aussichtspunkt genutzt werden.

## Baugeschichte
Bereits im Februar 1899 gab es erste Überlegungen zur Errichtung eines Denkmals. Der Prorektor der Albert-Ludwigs-Universität Freiburg, Gustav Steinmann, sowie die Studentenschaft und die Stadt wurden aktiv. Der Gemeinderat entschied sich, das Ansinnen zu unterstützen, sich allerdings nicht finanziell daran zu beteiligen. Die Stadt verfolgte das Ziel, im Rahmen der Ehrung des ehemaligen Reichskanzlers auch noch einen attraktiven Aussichtspunkt für Einwohner und Touristen zu schaffen.
Dem anfänglichen Plan, das Denkmal auf der Ludwigshöhe zu errichten, widersetzte sich die Stadt. Als Kompromiss wählte man den heutigen Standort. Dort wurde am 22. Juli 1899 die Grundsteinlegung vollzogen. Die Gestaltung erfolgte in Abstimmung zwischen Prorektor Steinmann und dem städtischen Hochbauamt. Die Baukosten in Höhe von 16.500 Mark wurden durch Spenden aus der Studentenschaft, dem Gesangsverein Zaringia und einem Darlehen der Studentenschaft getragen. In einer Ausschreibung konnte sich der Freiburger Architekt Oskar Geiges mit seinem Entwurf Ein Flammenzeichen sei's am Oberrhein gegen mehr als 30 andere Entwürfe durchsetzen. Nach Baubeginn Ende Mai 1900 konnte der Turm bereits am 28. Juli 1900 eingeweiht werden. Mit der Schlüsselübergabe ging dieser in Universitätseigentum über. Nach nur fünf Jahren musste die Sandsteindecke bereits vollständig saniert werden.

## Gestaltung

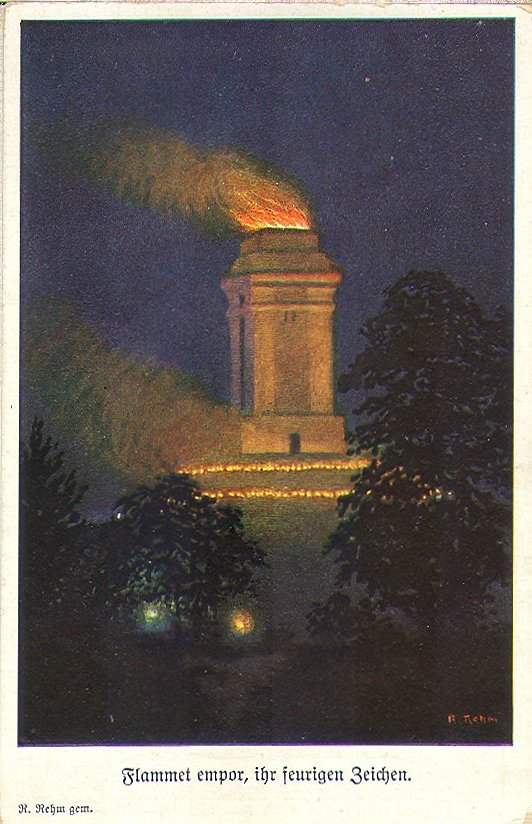
Bismarckturm-Typenentwurf „Götterdämmerung“ von Wilhelm Kreis

Oskar Geiges orientierte sich mit seinem Entwurf am populären Typenentwurf „Götterdämmerung“ von Wilhelm Kreis. Zur Konzeption dieses Typenbaus gehörte auch, dass an bestimmten Tagen (so z. B. an Bismarcks Geburtstag, dem 1. April) auf allen Bismarcktürmen Feuer entzündet werden sollten. Ein Treppenaufgang zur Turmspitze wurde nicht realisiert. Lediglich eine Eisenleiter ermöglicht den Zugang zu einer Zwischenplattform sowie zu Feuerstellen und Turmspitze. Die in früheren Planungen gedachte Nutzung als Aussichtsturm für die Bürger Freiburgs, aber auch für Touristen, war dadurch nicht möglich. Auf der der Stadt zugewandten Seite befinden sich das durch den Bildhauer Anton Viesel erstellte Relief eines Reichsadlers sowie Bismarcks Familienwappen. Auf der Rückseite befindet sich über dem Eingang eine Tafel mit Inschrift und zweifachem Stadtwappen. Über der Tür steht ein Hinweis auf den Architekten Geiges.